# Muralhas de Milão
Milão‎,‎ ‎‎na Itália, ‎‎teve três sistemas diferentes de muralhas defensivas, conhecidas como muralhas de Milão. O  sistema mais antigo do Período Romano‎ foi desenvolvido em duas etapas, a primeira durante ‎‎a República Romana e a segunda durante o Império Romano; o segundo sistema foi realizado na Idade Média (século XII), depois da destruição da cidade por Frederico I Barbarossa (r. 1155–1190); e finalmente, o mais recente, foi construído pelos governantes espanhóis  (século XVI). Embora haja poucos vestígios dessas muralhas, sua estrutura é claramente refletida no traçado urbanístico da cidade. Em particular, a Milão moderna tem dois anéis de ruas aproximadamente circulares, a saber: Cerchia dei Navigli e a ‎‎Cerchia dei Bastioni‎‎, que correspondem, respectivamente, às muralhas medievais e espanholas. É importante destacar que o terceiro anel de estradas logo depois do Anel Viário Interior (circonvallazione interna / Cerchia dei Bastioni), chamado de Anel Viário Externo (circonvallazione esterna), não está relacionado a nenhuma muralha da cidade antiga; em vez disso, faz parte do Plano Beruto de 1884 para a cidade de Milão, criado e nomeado em homenagem a um engenheiro municipal e servidor público da prefeitura local.‎